# Roland Ostermann
Pour les articles homonymes, voir Ostermann.
Roland Ostermann, né le 18 janvier 1938 à Lausanne (originaire de Vinzel), est une personnalité politique suisse, membre des Verts.
Il est député du canton de Vaud au Conseil national de 1994 à 1999.

## Biographie
Roland Ostermann naît le 18 janvier 1938 à Lausanne. Il est originaire de Vinzel, dans le canton de Vaud. Il effectue sa scolarité à Lausanne. Il est détenteur d'une licence en mathématiques. En 1964, il est nommé enseignant de mathématiques au Gymnase de la Cité après avoir enseigné pendant quatre ans à Genève. En 1973, il est nommé président de la Société vaudoise des maîtres secondaires. Il prend sa retraite en août 1999.
Il est marié et père de deux enfants. Sa femme, Françoise Ostermann, est députée écologiste au Grand Conseil du canton de Vaud.

## Parcours politique
En 1981, il se présente aux élections communales à Lausanne sur la liste du Groupement pour la protection de l'environnement, l'un des partis à l'origine des Verts vaudois. Il n'est pas élu, mais entre au Conseil communal en 1984 à la suite de démissions. Il est ensuite régulièrement réélu. Lors des élections communales 1989, il se présente également à l'élection à la Municipalité aux côtés de Daniel Brélaz, mais seul ce dernier est élu. En 1996, il assume la présidence du Conseil communal. Il le quitte en 2016, à la suite de la décision des Verts lausannois de limiter le nombre de mandats consécutifs à trois.
En 1994, il entre au Conseil national en cours de législature, succédant à sa collègue de parti Irène Gardiol. Il est réélu en 1995. Il s'engage notamment en vain pour que le développement durable soit le thème central de l'Exposition nationale suisse de 2002. Il essaie également sans succès d'interdire l'utilisation de mines anti-personnelles par l'armée suisse. Lors des débats sur la révision de la Constitution fédérale, il parvient à y faire inscrire l'encouragement de la formation artistique. Si son travail sur le fond n'est pas critiqué, il est considéré comme peu médiatique,.
Lors des élections fédérales de 1999, il n'est pas réélu, l'unique siège des verts vaudois revenant à Anne-Catherine Ménétrey. Cette année-là, il se présente également au Conseil des États. Il arrive en septième position au premier tour et n'est pas candidat au second. Il se présente à nouveau au Conseil national quatre ans plus tard, mais termine septième de la liste écologiste et n'est à nouveau pas élu.
Il est ensuite membre de l'Assemblée constituante du canton de Vaud (1999-2003).